# Addominoplastica

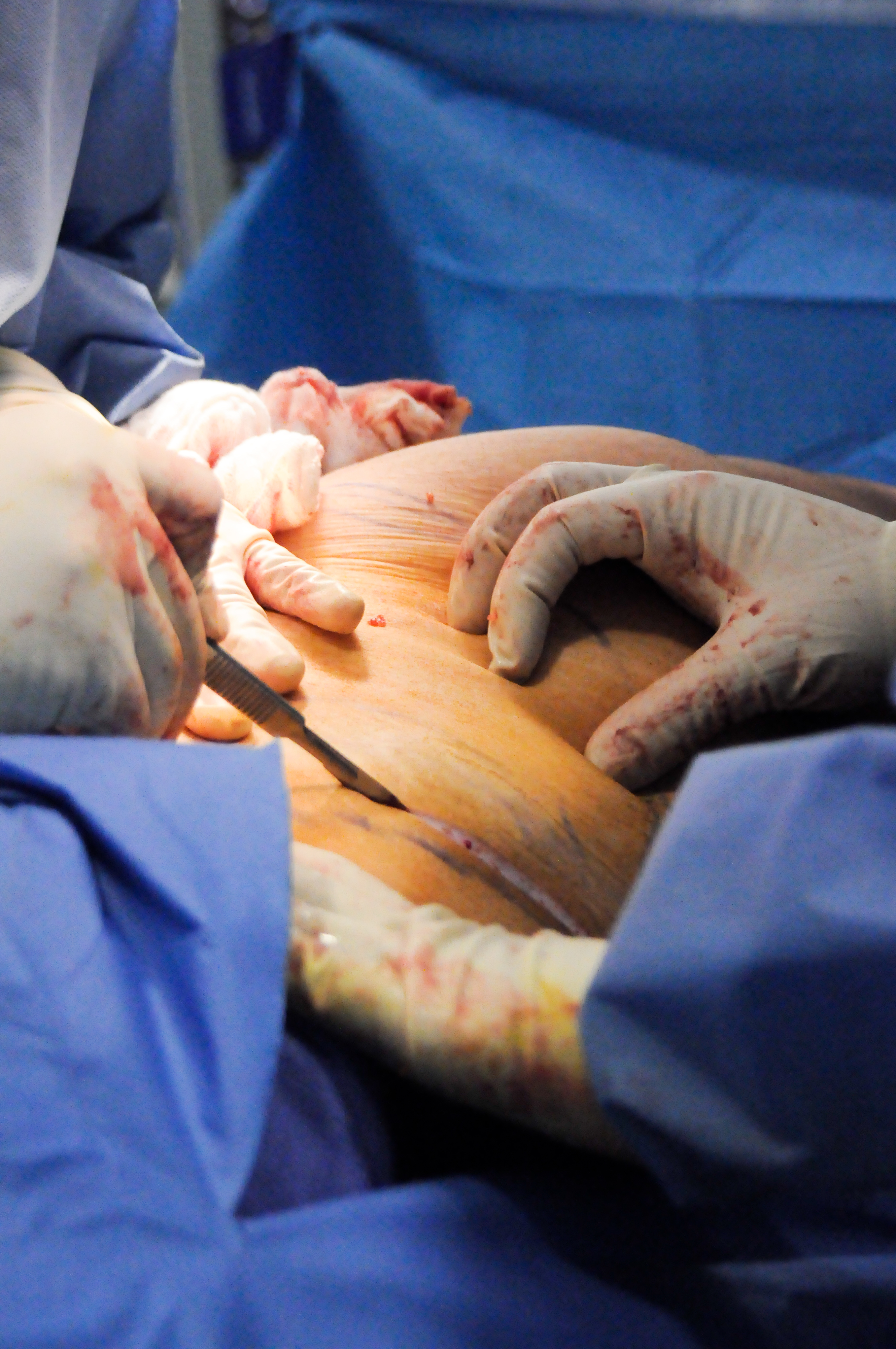
Un medico esegue l'incisione iniziale sull'addome inferiore.

L'addominoplastica consiste in un intervento di chirurgia plastica nella zona dell'addome e serve a ridare una forma armonica alla regione interessata dall'operazione. L'obiettivo non è solo una semplice riduzione del volume della parete addominale, ma l'ottenimento di un addome armonico e bilanciato.

## Storia

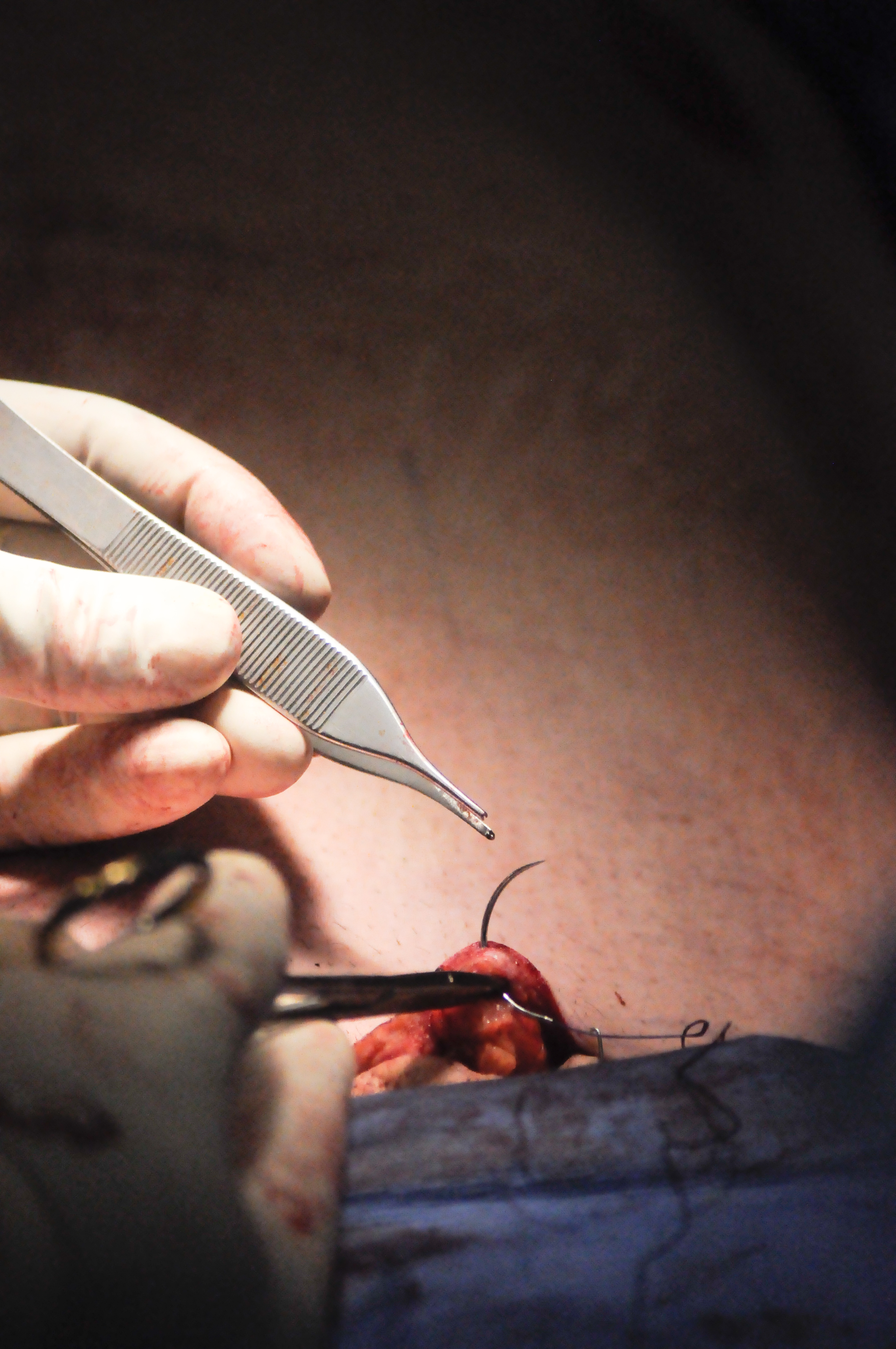
Un medico sutura l'incisione dopo aver completato l'addominoplastica.

Gli interventi di chirurgia plastica dell'addome sono difficili da eseguire perché lasciano cicatrici ben visibili e non sempre estetiche. Nella maggior parte dei casi si tratta di operazioni con un'incisione trasversale bassa eseguita insieme al riposizionamento successivo dell'ombelico. Una delle possibili complicanze è legata a una cicatrice evidente nel basso addome che può non essere un risultato soddisfacente. In generale se le indicazioni chirurgiche sono promettenti e adeguate, si possono avere degli ottimi risultati.
Grazie ai progressi tecnici è stato possibile ottenere dei miglioramenti considerevoli dal punto di vista terapeutico. La più importante innovazione è sicuramente la liposuzione che riesce a correggere gli inestetismi, in modo radicale e definitivo, della parete addominale e dei fianchi. A questo tipo di novità si associano:
- una riduzione dell'entità delle asportazioni della pelle
- una migliore ricostruzione del piano muscolare dell’addome
- un miglioramento delle tecniche per la ricostruzione dell'ombelico e delle tecniche di sutura a fine intervento.

Prendono il nome di addominoplastiche diversi tipi di operazioni che hanno la particolarità e il difetto di lasciare cicatrici evidenti. Nonostante tutti i progressi tecnici, questo tipo di interventi presentano delle difficoltà e dei rischi. Proprio per questo, dal punto di vista medico legale, il paziente, che deve essere informato in modo chiaro ed esaustivo sull'intervento che subirà, deve firmare un consenso che autorizzi il chirurgo a compiere su di lui un intervento chirurgico di ricostruzione dell’addome.

## Struttura della parete addominale
La parete addominale comprende un'area del corpo delimitata superiormente dal processo xifoideo (la regione più bassa dello sterno) e dall'arco costale (limite inferiore libero di forma arcuata del costato nelle pareti antero-laterali del torace), inferiormente dal legamento inguinale, dalle ossa pubiche e dalla cresta iliaca (la regione superiore dell'ala dell'ilio).
La morfologia dell’addome è divisa in tre parti:
- il piano muscolare
- il tessuto adiposo sotto la pelle
- la pelle

Per migliorare la situazione delle lesioni dell’addome bisogna quindi: 
- mettere nuovamente in tensione il piano muscolare se è rilassato e molle
- correggere un eccesso di grasso situato in diverse regioni o in specifiche aree
- asportare la pelle in eccesso.

A seconda del caso trattato la ricostruzione della parete addominale può essere più o meno localizzata o generale. Le alterazioni dell'addome verranno corrette durante un unico intervento chirurgico: la parete addominale verrà migliorata passo passo, partendo dal piano più profondo (il piano muscolare) al più superficiale (la pelle).

### Piano muscolare
Prima dell'intervento deve essere valutato il tono muscolare dell’addome. L'esame deve focalizzarsi sulla linea alba, valutando se esiste una distanza eccessiva (superiore a 4 cm) tra i muscoli retti. Inoltre, deve verificare la presenza o meno di ernie a livello dell'ombelico e nella regione inguinale.
Se sono presenti condizioni di questo tipo, occorre intervenire sui muscoli retti. La condizione del piano muscolare della parete addominale influisce infatti sul risultato post-operatorio.

### Piano adiposo
Esistono diversi quadri clinici in base all'entità dell'eccesso adiposo da asportare. Dal punto di vista della collocazione, l'eccesso può essere:
- sotto-ombelicale
- peri-ombelicale
- diffuso

Questa collocazione è correlata al sesso. Nei maschi l'eccesso di grasso è di solito diffuso o sotto-ombelicale, nelle femmine l'eccesso è di solito sotto-ombelicale e peri-ombelicale.
All'interno dell'eccesso oggi si distinguono inoltre due strati, uno superficiale e uno profondo, ognuno con le proprie caratteristiche:
- il grasso superficiale è disposto uniformemente su tutta la parete addominale
- il tessuto adiposo profondo è situato nelle regioni sotto e latero-ombelicali[5].

### Cute
Un altro elemento essenziale nelle scelte di intervento è l'elasticità della pelle, che va valutata sia nel suo complesso sia, separatamente, nelle zone sopra e sotto-ombelicali.
La pelle dell'addome è attaccata al tessuto sottostante e mostra alcuni segni superficiali come l'ombelico, la linea alba, la linea semilunare, la fossa epigastrica e il punto di McBurney:
- La regione ombelicale è localizzata intorno all'ombelico e la sua forma è variabile; il più delle volte è comunque circolare. Aderente al piano muscolare, l'ombelico è in fondo a un cratere la cui profondità dipende dalla quantità di grasso presente nella zona. Qualsiasi sia il grado di obesità, l'ombelico non si deforma e, durante l'intervento di addominoplastica, il chirurgo deve tenere di conto della particolare configurazione anatomica. Prima dell'intervento il chirurgo deve studiare e valutare le regioni sopra e sotto-ombelicali e, in base alle caratteristiche di ciascuna zona, stabilire la strategia operatoria migliore. In particolare la posizione esatta dell'ombelico è essenziale nell'esame clinico pre-operatorio e la distanza ombelico-pubica deve essere studiata con attenzione
- La linea alba (linea bianca) è formata dalla fusione della linea mediana delle aponeurosi dei muscoli addominali piatti e può essere visibile attraverso la pelle
- La linea semilunare segna il bordo laterale del retto addominale, che si estende dall'arco costale vicino alla cartilagine della nona costola fino alla regione pubica. Questa linea segna i siti di ingresso dei nervi motori al retto addominale, rendendolo un sito chirurgicamente indesiderabile per le incisioni
- La fossa epigastrica o epigastrio è la regione centrale superiore dell'addome situata tra l'ombelico e l'arcata costale
- Il punto di McBurney segna l'incrocio del primo terzo laterale della linea che collega la spina iliaca anteriore superiore destra all'ombelico. Questa regione sul lato anteriore e posteriore corrisponde alla posizione comune dell'appendice[6].

## Contesto anatomico

### Vascolarizzazione
La parete addominale, come anche la pancia, riceve l'afflusso di sangue attraverso i rami delle arterie femorali, esterne iliache, succlavie e intercostali. Questi rami comprendono le arterie epigastriche superficiali, iliache circonflesse superficiali, iliache circonflesse profonde, pudende superficiali esterne, epigastrico superiore ed inferiore, intercostale posteriore, sotto-costale, muscolo-frenica e lombare.

#### Vascolarizzazione arteriosa
La vascolarizzazione della parete addominale è divisa in due regioni, una profonda e un'altra superficiale:
- La vascolarizzazione profonda è formata dalle arterie epigastriche, dalle mammarie interne, dalle circonflesse iliache profonde, dalle intercostali e dalle lombari. Questi vasi sono collegati tra loro, creando una zona vascolare molto densa.
- La vascolarizzazione superficiale riceve sangue da una parte dalle arterie sotto-cutanee addominali e circonflesse iliache superficiali e dall'altra dalle arterie perforanti.

La valutazione della vascolarizzazione della parete addominale permette di eseguire un intervento nella massima sicurezza per il paziente.

#### Vascolarizzazione venosa
La vascolarizzazione venosa è divisa in una rete profonda e in una rete superficiale:
- Il sistema venoso profondo è strettamente collegato e trasporta il sangue verso le vene epigastriche e le vene circonflesse iliache profonde
- La rete superficiale venosa non segue la disposizione del circuito arterioso superficiale. La ricchezza della vascolarizzazione permette di drenare il sangue della zona cutaneo-adiposa asportata durante l’addominoplastica[9].

### Rete linfatica
Nell’addome i vasi linfatici sono divisi in due percorsi distinti e autonomi tra loro:
- Il sistema superficiale fa riferimento alla regione sotto-ombelicale e drena i liquidi dei linfonodi mammari esterni
- La rete profonda è costituita da linfonodi mammari interni in alto e linfonodi retro-crurali in basso.

Durante un intervento di addominoplastica, è il sistema linfatico superficiale a essere preso in considerazione in particolare nelle regioni inguinali ed epigastriche. È quindi elevata la possibilità che tra i postumi di questo tipo di interventi compaia un versamento linfatico, complicato e delicato da trattare. Un ristagno linfatico può determinare un edema nel basso addome, sopra la cicatrice.

### Innervazione
L’addome è attraversato dai nervi intercostali e dai nervi addominogenitali, cioè dai nervi spinali del nervo toracico (toracico-addominale) che continuano dagli spazi intercostali nella parete addominale. L'addome antero-laterale riceve anche fibre nervose dai nervi sotto-costali, ilio-ipogastrico e ilio-inguinale.

## Terapie e tipi di addominoplastica
La chirurgia plastica dell'addome viene utilizzata per migliorare la funzionalità e l'aspetto estetico della zona addominale nel caso in cui sia stata danneggiata, alterata e distesa da una gravidanza, dal sovrappeso, dal semplice invecchiamento o da interventi chirurgici precedenti. Di solito l'operazione dura al massimo 3-4 ore e il paziente è sottoposto ad anestesia generale. Il ricovero post-operatorio non è superiore ai 3 giorni.
Le tecniche chirurgiche possono trattare, a seconda dei casi:
- Il piano cutaneo, rimesso nuovamente in tensione, dando all'addome un aspetto naturale, con una cicatrice il meno evidente possibile
- Il piano adiposo, su cui si agisce per eliminare gli eccessi
- Il piano muscolare, che viene sistemato e rimesso in tensione[9].

Nel caso del piano cutaneo, lo scopo della ricerca clinica è quello di ottenere cicatrici quanto più possibile corte e sottili. Il miglioramento delle tecniche terapeutiche consiste in particolar modo:
- Nuove tecniche per il trattamento e il riposizionamento dell’ombelico
- Interventi che determinano delle asportazioni cutanee circoscritte a determinate regioni, in base al quadro clinico di ogni singolo paziente
- Scollamenti cutanei limitati, in particolare quelli laterali
- Nuove tecniche di sutura.

La scelta di asportare, in maniera diversa, pelle e adipe in eccesso è legata alla zona specifica, alle diverse lesioni dell’addome e alla conformazione fisica del paziente. Per questo motivo è necessario dividere le tecniche chirurgiche in due gruppi distinti:
- Le addominoplastiche estese, che operano sull’intero addome, causano un distacco esteso della pelle e il riposizionamento sull'ombelico
- Le addominoplastiche localizzate, che trattano una specifica area della parete addominale, determinano un’asportazione ridotta della cute e spesso non richiedono nessun intervento sull'ombelico[9].

### Addominoplastiche estese
Le addominoplastiche estese si dividono in tre gruppi a seconda del tipo di incisioni e della quantità di pelle da asportare:
- Le addominoplastiche trasversali o orizzontali
- Le addominoplastiche verticali o longitudinali
- Le addominoplastiche miste.

Solitamente il tipo di intervento più usato e diffuso è il primo mentre il secondo e il terzo sono più rari e meno usati.

#### Addominoplastiche trasversali o orizzontali
In questo tipo di intervento vengono usate incisioni orizzontali e perpendicolari alla regione pubica.
Questi interventi possono stirare la pelle:
- Dall'alto verso il basso, causando la formazione di eccessi cutanei laterali da correggere in un nuovo intervento chirurgico
- In basso e in regione mediana producendo un eccesso cutaneo trasversale e creando delle pieghe nella pelle che scompariranno più o meno velocemente
- In basso e in regione laterale-esterna, permettendo di migliorare il profilo addominale e cutaneo ma determinando una maggiore lunghezza delle cicatrici.

Durante il modellamento della parete addominale superiore, in sede chirurgica, il chirurgo dovrà trovare il modo di creare un nuovo profilo cutaneo armonico caso per caso:
- La cicatrice sarà lunga ed estesa se non verrà tesa la pelle verso il centro dell’addome
- La cicatrice non deve essere troppo corta perché altrimenti i lembi della pelle non combaceranno perfettamente e la sutura determinerà delle pieghe poco estetiche, che possono diventare permanenti e inestetiche.

##### Addominoplastica trasversale bassa con trasposizione dell'ombelico
Lo sviluppo delle nuove tecniche di chirurgia trasversale ha permesso di ottenere la plastica addominale trasversale bassa con trasposizione dell'ombelico.
Lo scopo di questo intervento è quello di ottenere, tramite un'incisione orizzontale sopra la regione pubica che va da una spina iliaca a un'altra, l’asportazione e l'eliminazione di uno strato cutaneo adiposo sotto-ombelicale.

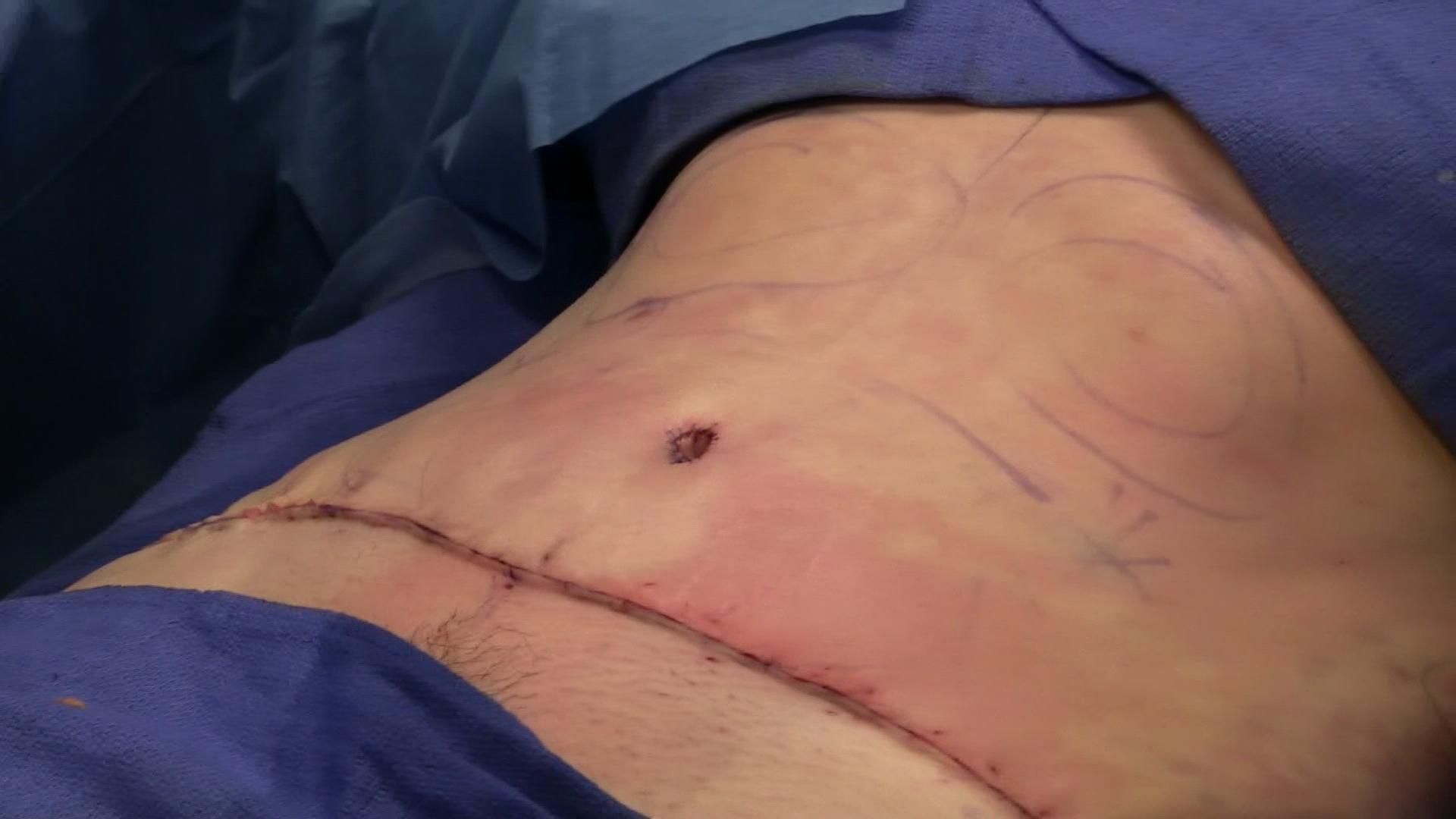
Questa foto mostra l'area addominale completamente suturata dopo una procedura combinata di addominoplastica e liposuzione. L'ombelico originale viene suturato in una nuova fessura creata dal chirurgo.

Questo intervento ha come conseguenza la separazione dell'ombelico dall’addome, uno scollamento cutaneo esteso dalla regione superiore sovra-ombelicale fino al livello dello sterno e lo spostamento verso il basso di questo lembo di pelle che deve raggiungere la parte bassa dell’addome, nella zona sovra-pubica, dove viene effettuata la sutura. L'ombelico successivamente viene riposizionato aprendo una fessura nella regione addominale superiore tesa. Per ottenere il migliore risultato possibile in questo intervento, è necessario che il lembo di pelle sopra l’ombelico possa essere abbassato senza problemi, cercando di creare una cicatrice il più vicino possibile alla zona pubica. La trazione della pelle non deve essere eccessiva per evitare di avere complicazioni post-operazione o provocare una tensione cutanea eccessiva a livello pubico, con rischio di rottura dei punti di sutura. Per questo intervento è, quindi, necessario valutare quanto sia possibile o meno tendere il lembo di pelle sopra la regione ombelicale verso il basso senza rischi eccessivi.
Questo tipo di intervento chirurgico ha come difficoltà quella di gestire la presenza, lo spostamento e il riposizionamento dell’ombelico al centro dell’addome alla fine dell’operazione. Per permettere di avere un ombelico ben posizionato è necessario modellare nuovamente la regione addominale attorno ad esso. Questa tecnica ha come complicazione il fatto di provocare una cicatrice circolare intorno all’ombelico che spesso è molto visibile e poco estetica. Ci sono strategie che permettono di ottenere un ombelico più naturale con cicatrici, non più evidenti, ma nascoste al suo interno.

##### Addominoplastica trasversale bassa con neo-ombelicoplastica
Questa tecnica è poco usata ma viene presa in considerazione in casi particolari come la presenza di un'ernia ombelicale o l'assenza dell’ombelico provocata da un intervento precedente. I progressi tecnici e terapeutici ottenuti nell’asportazione della pelle e nelle tecniche di gestione dell’ombelico, insieme all’utilizzo della liposuzione, hanno migliorato l'efficacia di questa tecnica. 

##### Addominoplastica circolare
Questo tipo di intervento consiste nell'asportare una grande area cutanea e adiposa a livello addominale. La chirurgia estetica ha migliorato questo tipo di tecnica specialmente nei casi di pazienti che mostrano grandi quantità di pelle in eccesso a seguito di un dimagrimento massiccio. L'intervento permette di:
- Posizionare nuovamente, in modo corretto, le natiche
- Ridurre e asportare la pelle in eccesso sulle cosce e sui fianchi
- Ridurre e modellare il corpo del paziente[15].

#### Addominoplastiche verticali o longitudinali
In questo tipo di interventi vengono utilizzate tecniche basate sull’asportazione di un eccesso cutaneo e adiposo con un’incisione verticale dallo sterno alla regione pubica. Mentre l'addominoplastica a resezione trasversale è indicata per gli obesi, al contrario, l'addominoplastica verticale è indicata per le donne che, a seguito di una o più gravidanze, hanno una grande quantità di pelle in eccesso nella regione addominale. Questo intervento comporta una cicatrice verticale molto lunga e poco estetica; per questo è praticato quando non è possibile effettuare una plastica addominale con incisione trasversale bassa o se è già presente una cicatrice verticale.

#### Addominoplastiche miste
Sono un particolare tipo di intervento chirurgico con un’incisione ad “ancora” o a “T invertita”. Esse permettono di avere una riduzione del volume addominale sia verticalmente sia orizzontalmente, mettendo nuovamente in tensione l’addome del paziente. Questi interventi hanno due difetti:
- La dimensione della cicatrice, molto lunga ed evidente
- La possibilità di necrosi nella zona dove si uniscono i punti di sutura delle varie cicatrici.

Per questi motivi si preferisce fare delle incisioni trasversali associate a una piccola asportazione verticale ottenendo delle incisioni miste mascherate.

### Addominoplastiche ridotte

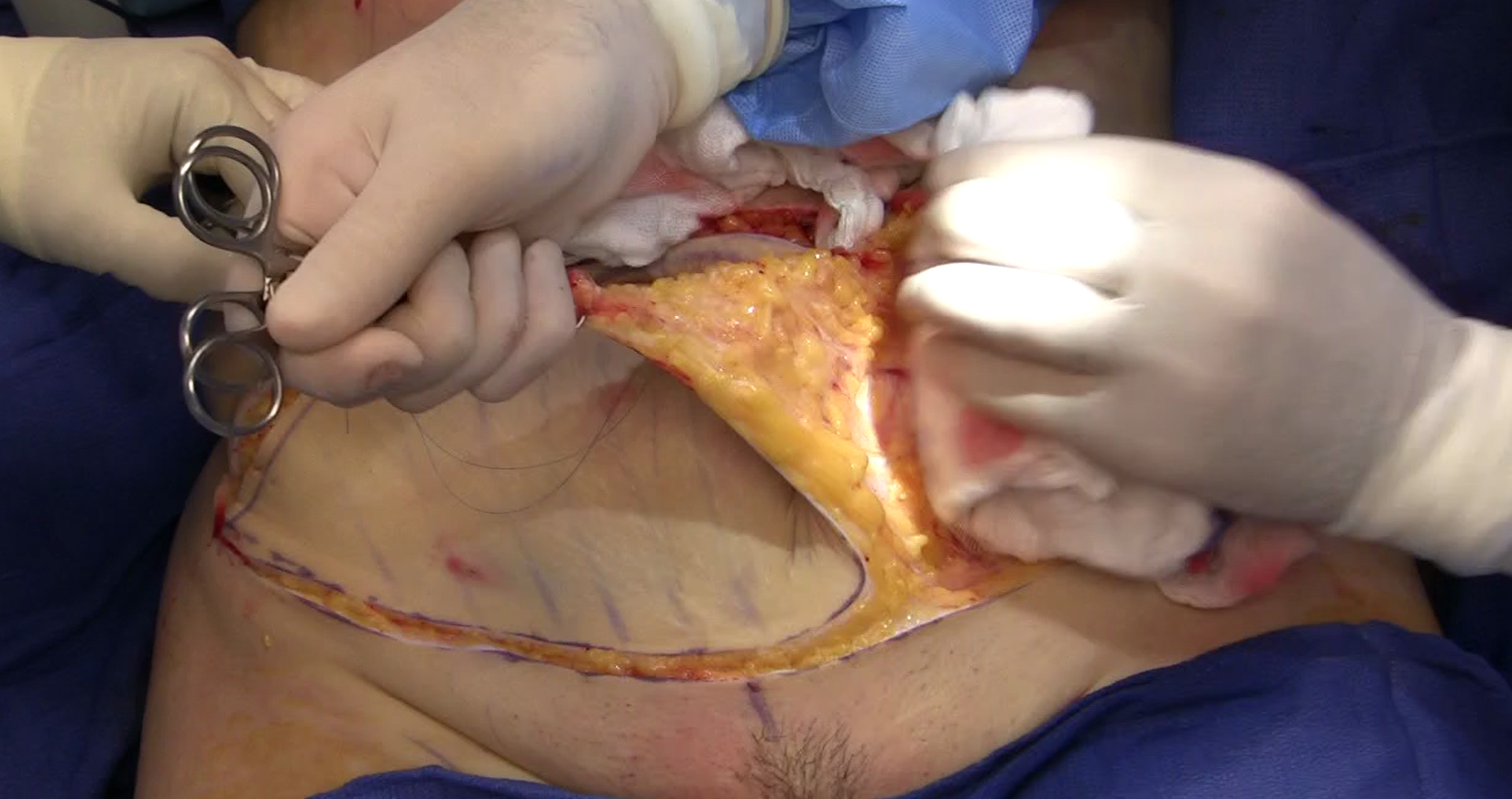
Questa foto mostra la rimozione di pelle e grasso durante un intervento di addominoplastica.

Le plastiche addominali ridotte sono utilizzate per ridurre gli eccessi cutanei di zone specifiche. Il loro obiettivo è di modellare l’intervento in base al corpo del paziente per eliminare il difetto nel migliore dei modi, riducendo anche l'entità dell’asportazione cutanea e ottenendo delle piccole cicatrici nascoste. In base alla zona dell’addome da modellare e del tipo di incisioni, esistono tre gruppi di interventi:
- Le addominoplastiche sotto-ombelicali, con o senza intervento sull’ombelico
- Le addominoplastiche mediali e peri-ombelicali
- Le addominoplastiche sovra-ombelicali.

La liposuzione è stata fondamentale per perfezionare questo tipo di interventi.

#### Addominoplastica del livello sotto-ombelicale senza intervento sull'ombelico
Questi interventi vengono eseguiti quando è presente un eccesso di pelle sotto la regione ombelicale. Se la cute presenta cicatrici o smagliature e se l’addome non ha particolari problemi strutturali, si può eseguire un intervento sulla regione bassa della parete addominale. In questo tipo di interventi non si va a lavorare sull'ombelico né con una trasposizione né con un disinserimento. Queste tecniche si sono sviluppate grazie all'avvento della liposuzione, associando interventi di addominoplastica con l’utilizzo della liposuzione.

#### Addominoplastica trasversale bassa con disinserimento dell'ombelico
Nella chirurgia plastica dell'addome, la difficoltà principale sta nell’operare e modellare la regione ombelicale e il riposizionamento corretto dell’ombelico stesso. In questo tipo di interventi, l'ombelico non viene più considerato come un problema e un ostacolo per la buona riuscita dell’addominoplastica. Grazie alle nuove tecniche ci sono nuove indicazioni cliniche per quanto riguarda la gestione dell’area ombelicale:
- Gli eccessi cutanei dell’area sotto-ombelicale
- Gli eccessi cutanei delle aree sopra e peri-ombelicali.

Il distacco e la trasposizione dell'ombelico determinano la possibilità di lavorare e correggere la porzione di pelle tra i piani sopra e sotto-ombelicali distesi, evitando la formazione di una cicatrice peri-ombelicale.

#### Addominoplastica del piano centro-addominale e della regione peri-ombelicale
L’addominoplastica presenta dei problemi quando le lesioni e le cicatrici della regione ombelicale non possono essere migliorate con un’incisione a distanza. A questo punto ci sono due possibili scelte:
- Nessun tipo di trattamento
- La gestione diretta della lesione nella regione interessata, che determina però una cicatrice medio-addominale. In questo caso il paziente dovrà essere informato sull’evoluzione precisa del quadro clinico e terapeutico e sulle possibili complicanze e cicatrici post-operatorie[20].

#### Addominoplastica trasversale alta: plastica del piano sovra-ombelicale
Questo tipo di interventi viene utilizzato per gestire e correggere lesioni estese nella parte superiore dell'addome, senza lesioni nella regione sotto l’ombelico. In casi del genere, l'ombelico non viene spostato della sua sede originaria. Questa tecnica determina una cicatrice trasversale mediana a livello dello sterno. Questo tipo di intervento è consigliato alle donne che hanno un eccesso di pelle e grasso presente nella regione sopra l’ombelico e che necessitano di una mastoplastica.

## Interventi associabili all'addominoplastica
Di solito vengono eseguiti altri interventi strettamente legati all'addominoplastica e distinti in vari casi, a seconda del tipo di intervento da svolgere.

### Associazione con un altro intervento di chirurgia plastica
Sono associabili e possibili diversi tipi di intervento dopo un’addominoplastica, evitando operazioni troppo lunghe e complicate da gestire. È fondamentale che il chirurgo tenga conto dello stato di salute del paziente per evitare ulteriori complicazioni post-operatorie.

### Associazione con il trattamento di un laparocele
Nello stesso intervento chirurgico vengono gestite le lesioni del piano muscolare e del piano cutaneo-adiposo, trattando il laparocele insieme all'addominoplastica. Se è presente un laparocele di dimensioni considerevoli il chirurgo non deve eseguire, durante l’operazione, uno scollamento cutaneo troppo accentuato.

### Associazione con chirurgia viscerale addominale
È il caso più delicato da trattare. Di solito è bene eseguire un’operazione per contenere una lesione viscerale a livello addominale in un momento diverso rispetto all’addominoplastica per ragioni di sicurezza del paziente. In casi particolari, che devono essere trattati singolarmente in base al quadro clinico, se il paziente gode di buona salute e l'intervento viene svolto da équipe specializzate, può essere svolta, in un'unica seduta, la ricostruzione parietale insieme alla chirurgia intra-addominale.
Riassumendo si può dire che:
- Se non c’è un eccesso considerevole di pelle e se non c’è una lesione a livello muscolare nella parete addominale, bisogna preferire e utilizzare la liposuzione isolata
- Se deve essere eseguito un intervento di riduzione cutanea, la liposuzione deve essere utilizzata all'inizio dell’operazione per limitare l'addominoplastica[24].

## Complicanze
L'addominoplastica, nonostante tutti i progressi medici e tecnici, resta una chirurgia molto difficile da eseguire. A causa della sua difficoltà rimane tra gli interventi di chirurgia estetica che provoca le complicanze post-operatorie più gravi e più numerose.
Le complicanze più comuni sono legate a:
- Addominoplastiche senza liposuzione
- Lipoaspirazioni addominali isolate
- Addominoplastiche associate a una liposuzione[25].

### Addominoplastica senza liposuzione
Le complicanze dell'addominoplastica senza liposuzione sono:
- Complicanze tromboemboliche
- Ematomi a livello addominale
- Infezioni
- Necrosi cutanea
- Versamento sieroematico o linfatico detto di “Morel-Lavallée”
- Alterazioni della sensibilità parietale
- Imprevisti e problemi delle cicatrici[26].

### Lipoaspirazioni addominali isolate
Le complicanze di lipoaspirazioni addominali isolate sono:
- Causate dall'uso della liposuzione
- Risultati indesiderati o insufficienti come l'ipocorrezione armoniosa, l'asimmetria, l'irregolarità adiposa e l'eccesso cutaneo residuo[27].

### Addominoplastiche associate a una liposuzione
Le complicanze delle addominoplastiche associate a una liposuzione sono le stesse precedentemente descritte e non aggiungono nuovi problemi o difetti. Solitamente la liposuzione limita l’utilizzo dell’addominoplastica. Lo scollamento cutaneo diminuisce con l’uso di una liposuzione iniziale, ottenendo un risultato migliore e una maggiore sicurezza durante questo tipo di interventi chirurgici..